# Space Invaders Invincible Collection
Space Invaders Invincible Collection (スペースインベーダー インヴィンシブルコレクション) est une compilation de jeux vidéo Space Invaders. Elle est sortie pour la Nintendo Switch au Japon le 26 mars 2020, avec une sortie mondiale attendue en 2020.

## Éditions
Il existe 2 éditions de Space Invaders Invincible Collection :
- Space Invaders Invincible Collection Regular Edition (publié physiquement et numériquement au Japon pour Switch)[1] ;
- Space Invaders Invincible Collection Special Edition (sorti physiquement au Japon pour Switch).

En outre d'un plus grand nombre de jeux, l'édition spéciale comprend également un jeu de société appelé Space Invaders Invincible, un livre de données officiel Space Invaders, un sac à main avec cordon de serrage Taito Game Center.
| Titre                              | Plateforme d'origine              | édition standard                | Édition spéciale                |
| ---------------------------------- | --------------------------------- | ------------------------------- | ------------------------------- |
| Space Invaders (version originale) | Arcade                            | Oui                             | Oui                             |
| Space Invaders (version couleur)   | Arcade                            | Oui                             | Oui                             |
| Space Invaders Part II             | Arcade                            | Oui                             | Oui                             |
| Majestic Twelve                    | Arcade                            | Oui                             | Oui                             |
| Super Space Invaders '91           | Arcade                            | Oui                             | Oui                             |
| Space Invaders Extreme             | Nintendo DS, PlayStation Portable | Oui                             | Oui                             |
| Space Invaders Gigamax 4 SE        |                                   | Oui                             | Oui                             |
| Arkanoid vs. Space Invaders        | Android, iOS                      | Oui                             | Oui                             |
| Space Invaders DX                  | Arcade                            | Non                             | Oui                             |
| Space Cyclone                      | Arcade                            | Non                             | Oui                             |
| Lunar Rescue                       | Arcade                            | Non                             | Oui                             |
| Space Invaders 90                  | Sega Mega Drive (Japon)           | Bonus de précommande Amazon DLC | Bonus de précommande Amazon DLC |